# Belwalakoppa, Shiggaon
Belwalakoppa là một làng thuộc tehsil Shiggaon, huyện Haveri, bang Karnataka, Ấn Độ.